# Kareem Mitchum
Kareem Mitchum (sinh ngày 9 tháng 11 năm 1989) là một cầu thủ bóng đá người Saint Kitts và Nevis thi đấu cho Newtown United, ở vị trí hậu vệ.

## Sự nghiệp
Mitchum từng thi đấu cho Washington Archibald HS và Newtown United.
Anh ra mắt quốc tế cho Saint Kitts và Nevis năm 2008.